# Approvisionneur
Un approvisionneur est une personne qui a la responsabilité de commander les matières premières et produits chimiques, nécessaires à la fabrication du produit, et veiller à ce qu'ils arrivent en temps et quantités. Il détermine les quantités nécessaires, ainsi que les dates de livraisons nécessaires (il est la plupart du temps assisté par un logiciel de gestion dit logiciel de GPAO, ou même un ERP). Dans les sociétés achetant de très gros volumes, en flux tendus, l'approvisionneur doit non seulement décider des dates et quantités, mais même des heures de livraisons, voire gérer des flux (de véhicules, etc.) L'approvisionneur suit les livraisons des fournisseurs et anticipe les problèmes.

## Formation
La fonction d'approvisionnement est une partie de la fonction achats. Dans les petites structures ou quand il y a des petits volumes, c'est l'acheteur qui approvisionne.
L'approvisionneur n'a normalement pas les fonctions de recherches de fournisseurs, de négociations de prix et d'établissement de contrats.
La formation requise pour être approvisionneur est généralement une fonction des métiers de la logistique. L'utilisation de l'informatique de gestion et de communication est impérative.
Au niveau humain, il faut un solide bon sens, être autoritaire, mais commerçant, et posséder un bon sang froid. L'utilisation de la langue anglaise est très souvent nécessaire.